# Gilberto Alcalá Pineda
Gilberto Alcalá Pineda, né le 25 juillet 1963 à Mexico, est un ancien arbitre mexicain de football.

## Carrière
Il a officié dans des compétitions majeures : 
- Coupe du monde de football des moins de 17 ans 1997 (2 matchs)
- Coupe des confédérations 1999 (2 matchs)
- Copa América 2001 (1 match)
- Gold Cup 2002 (2 matchs)